# سفارة البحرين في مصر
سفارة البحرين لدى مصر هي الممثلية الدبلوماسية العليا لدولة البحرين لدى جمهورية مصر العربية.

## عنوان السفارة
15 شارع البرازيل - الزمالك، محافظة القاهرة ·

## السفير الحالي
سعادة السفير فوزية بنت عبدالله زينل

## اقرأ أيضا
- قائمة البعثات الدبلوماسية في مصر